# Cepari
Cepari is een Roemeense gemeente in het district Argeș.

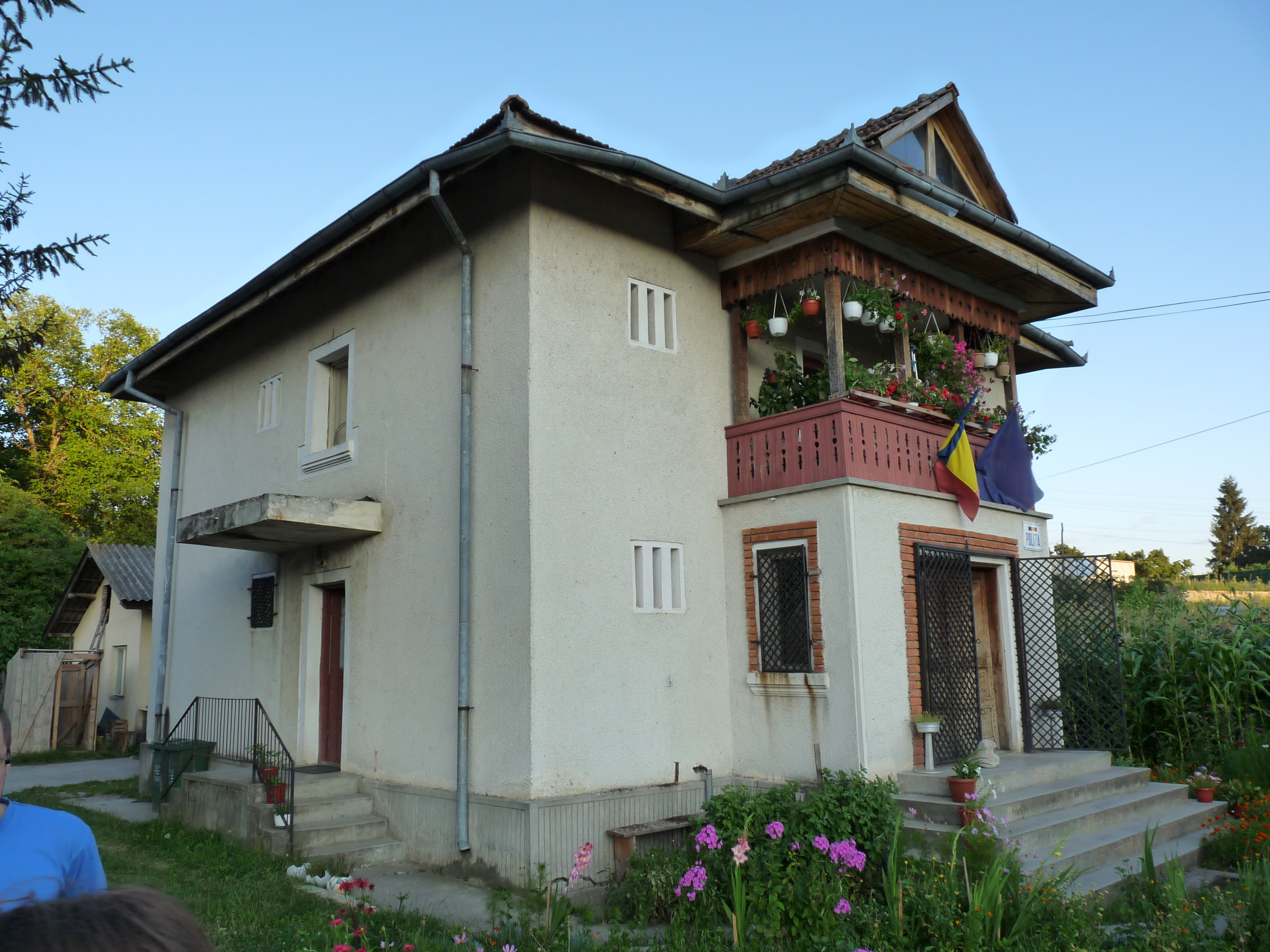
Căteasca

Cepari telt 2354 inwoners.